# Forum des peuples
 (octobre 2023).
Le forum des peuples est une manifestation annuelle organisée depuis 2002 au Mali par la Coalition des alternatives africaines dettes et développement (CAD-Mali) réunissant les « altermondialistes » des pays en développement.  Il se veut un contre-sommet africain au G8. 
Réuni à la même période que le sommet des chefs d’États et de gouvernement du G8, le forum des peuples se veut un « espace populaire d'éducation, d'échanges, de communication, d'information, des actions citoyennes et de construction des alternatives à la mondialisation néolibérale ». Le forum des peuples représente historiquement la première rencontre citoyenne des peuples d'Afrique en contrepoint au sommet du G8, qui se présente d'ailleurs comme « contre sommet africain au G8 ».

## Structure et activités
Le Forum des Peuples se décrit comme un espace d’éducation populaire et d’analyse des politiques néo-libérales et un espace de construction d’alternatives visant l’interpellation des décideurs sur les plans national et international en ce qui concerne leurs politiques qui ont assez souvent des conséquences désavantageuses sur la vie des populations.

## Historique des réunions du forum
Les deux premières éditions (2002 et 2003) se sont déroulées à Siby. 
En 2004, le Forum des peuples a eu lieu à Kita. À l’issue des débats de ce 3e Forum des peuples, les participants ont adopté une déclaration finale qui rejette les politiques néo-libérales et demande notamment la démocratisation des systèmes politiques, une participation des peuples dans la définition des politiques de développement, la construction d’un service public de santé et d’enseignement accessible à tous, l’annulation de la dette des pays du Tiers-monde, l’arrêt des privatisations, le rejet des OGM, le droit à la protection des agriculteurs par la mise en place à l’importation.
Le quatrième forum des peuples s’est déroulée du 6 au 9 juillet 2005 à Fana, à une centaine de kilomètres de Bamako en direction de Ségou. 
La 5e édition du Forum des peuples a eu lieu à Gao du 14 au 17 juillet 2006. Dans une déclaration finale, les participants, venu pour la plupart d’Afrique mais aussi d’Europe et d’Amérique du Nord, ont réclamé «La suppression du FMI et de la Banque mondiale et la mise sur pied d’institutions nouvelles contrôlées démocratiquement par les États et les citoyens au service du développement réel et durable », l’arrêt des privatisations et la nationalisation des sociétés stratégiques, l’annulation totale et inconditionnelle de la dette des pays du tiers-monde. Les participants également rejettent « la politique répressive et sélective de l’immigration » et demande résolution rapide des conflits au Darfour (Soudan), en Côte d’Ivoire et au Proche-Orient.
Dans une démarche audacieuse, l'édition 2006 a aussi été l'occasion d'évaluer de manière critique et constructive les précédentes éditions et de se donner des orientations pour consolider l'événement à travers son caractère spécifique.
La 6e édition du Forum des peuples a eu lieu à Sikasso du 4 au 8 juin 2007.
La 7e édition du Forum des peuples a eu lieu à Koulikoro du 6 au 9 juillet 2008.
La 8e édition du Forum des peuples s'est tenu à Bandiagara en juillet 2009.
En 2010, des manifestations populaires ont été organisées du 25 au 28 juin à Bamako dans la symbolique du Forum des Peuples en contrepoint aux sommets conjoints des G8 et G20 à Muskoka, petite localité à 200 km au Nord Toronto (Canada).
La 9e édition s’est tenue à Niono du 2 au 5 novembre 2011 en contrepoint au Sommet de G20 à Cannes (France),.
La 10e édition du Forum des Peuples s’est tenue à Siby du 05 au 06 décembre 2015 avec  pour message principal « COP21, les peuples du Sud refusent la fatalité et demandent justice face au changement climatique »,.

Les 15 et 16 novembre 2015, en contre point au sommet  du G20, la CAD Mali et les mouvements sociaux organisent la 11e édition du Forum des Peuples à Siby du 5 au 6 décembre 2015 avec pour message principal : 
« COP21, les peuples du Sud refusent la fatalité et demandent justice face au changement climatique » 
Le 19 décembre 2016, lors d’une conférence de presse animée par Issa Kamissoko, Président de la CAD-Mali, est annoncé la 12e édition du Forum des Peuples en contrepoint au 27e sommet Afrique-France. L'édition est organisé en partenariat avec Oxfam Belgique.